# Elisabeth Puglia
Elisabeth Puglia (Amsterdam, 16 april 1992) is een in Nederland geboren actrice met Italiaanse achtergrond die vooral in België actief is. Naast actrice is ze oprichter van het marketingbedrijf Gen-Y. Ook werkt ze als artdirector bij StoryMe, waarvoor ze onder andere 2.500 kilometer wandelde om het WK voetbal in Rusland bij te wonen.